# 청서릉

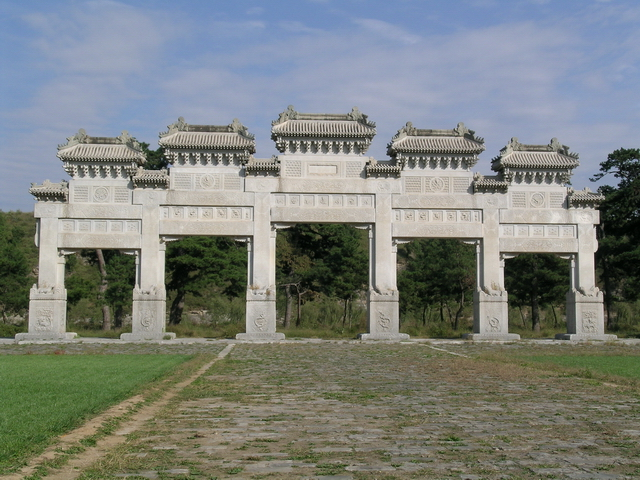
청서릉

청서릉(清西陵)은 청나라 시대의 네 황제의 능묘를 아울러 이르는 표현이다. 중화인민공화국 허베이성 바오딩시에 위치한다. 황릉 4기 외에도 황후릉, 황비묘, 황자묘, 공주묘 등도 함께 있다.
1961년 전국중점문물보호단위로 지정되었고 2000년 세계유산으로 등재되었다. 2001년에는 국가4A급 관광지로 지정되었다.

## 역사
청나라가 중국을 지배한 뒤 순치제와 강희제는 지금의 쭌화시에 안장됐다. 이후 강희제의 아들 옹정제도 아버지의 능 근처에서 장지를 찾았으나 선정된 능지에 돌이 많다는 이유로 1729년(옹정 7년) 지금의 능지로 옮기게 되었다. 하지만 이 때문에 아들은 아버지의 곁에 묻힌다는 자수부장(子受父葬)의 원칙을 어기게 되었다. 이후 옹정제의 태릉이 청서릉의 시발점이 되었다. 하지만 아들 건륭제는 존경하던 할아버지 강희제의 곁에 묻히길 원했고 중국 전통의 종묘 제도인 소목(昭穆) 제도를 차용하여 강희제의 경릉을 중심으로 아들은 청서릉에, 손자는 청동릉에, 다시 그 아들은 청서릉에, 손자는 청동릉에 안장하는 제도를 마련했다. 한편, 옹정제는 능침 관리의 편의를 위해 1733년 산시성 대동부 울주의 18개 마을이 역주(易州) 관할로 편입되었고 역주(易州)가 직예주로 승격되었다.
하지만 도광제 때에 와서 소목 제도가 무너지게 되었다. 도광제는 순서상 청동릉에 안장되어야 했다. 하지만 선정된 능지가 자주 침수되고 돌이 많이 나오자 결국 새 능지를 청서릉에서 정하게 된다. 이후 아들 함풍제가 아버지 대신 청동릉에 안장되었고 함풍제의 정릉은 도광제의 능지를 조성할 때 사용된 원료들을 재활용했다. 이후 동치제는 다시 청서릉에 안장되어야 했지만 동치제의 모후인 서태후가 동치제를 청동릉에 안장했고 대신 동치제의 후임인 광서제가 청서릉에 안장되었다. 광서제의 숭릉은 청나라가 망할 때까지 완공되지 않아 중화민국 정부가 수립된 이후에도 공사가 진행되다가 1914년에서야 완성했다. 마지막 황제 푸이도 죽은 뒤 아버지가 있는 청서릉 근처의 민간 묘지 화룡황원(華龍皇園)에 안장되었다. 청동릉과 마찬가지로 청서릉도 일반인들은 출입이 엄격히 금지되었다.
1900년 의화단 운동이 일어나자 이를 진압하겠단 명목으로 8개국 연합군이 청나라를 침공했다. 이들은 진군하면서 청서릉을 공격했고 이때 능침이 크게 파괴되고 재물을 약탈당했다. 이후 빼앗긴 재물의 대부분은 반환되었지만 일부는 여전히 반환되지 않았다. 훼손된 능침은 1902년에 가서야 모두 복구했다. 1910년(선통 2년) 숭릉 서북쪽에 푸이의 능지를 마련하여 공사를 시작했으나 신해혁명의 여파로 청나라 정부가 무너지면서 공사도 중단되었다. 숭릉 공사는 계속 진행되었으나 푸이의 능은 공사가 완전히 중지되어 결국 푸이는 다른 곳에 묻히게 된다.
중화민국 정부 수립 이후 청서릉을 보호하는 기관이 대부분 해체되고 다만 호릉대신(護陵大臣)만이 유지되었다. 1925년 직계 군벌이 청서릉을 점거하여 주변의 나무를 벌채하여 팔았으며 1937년 일본 제국이 중국을 공격하여 청서릉을 점령한 뒤 호릉경(護陵警)을 만들어 청서릉을 보호했다. 이후 중일 전쟁이 일어나면서 일본이 청서릉을 관리하지 못하자 몇 차례 도굴이 일어났으며 전쟁 이후 국공 내전의 와중에도 많은 유물이 도굴되었다. 중화인민공화국 정부가 수립된 뒤인 1954년 청서릉유물보관소가 설립되어 청서릉을 다시 보호하게 되었다.

## 목록
황제릉
| 황제        | 능호 | 순장 시기 |
| ----------- | ---- | --------- |
| 세종 옹정제 | 태릉 | 1736년    |
| 인종 가경   | 창릉 | 1821년    |
| 선종 도광제 | 모릉 | 1852년    |
| 덕종 광서제 | 숭릉 | 1914년    |
| 목종 동치제 | 혜릉 | 1879년    |

황후릉
| 황후       | 능호   | 순장 시기 |
| ---------- | ------ | --------- |
| 효경헌황후 | 태릉   | 1737년    |
| 효성헌황후 | 태동릉 | 1777년    |
| 효숙예황후 | 창릉   | 1821년    |
| 효화예황후 | 창서릉 | 1853년    |
| 효목성황후 | 모릉   | 1852년    |
| 효신성황후 | 모릉   | 1852년    |
| 효전성황후 | 모릉   | 1852년    |
| 효정성황후 | 모동릉 | 1857년    |
| 효정경황후 | 숭릉   | 1915년    |

## 같이 보기
- 성경삼릉
- 청동릉